# Agustina González López

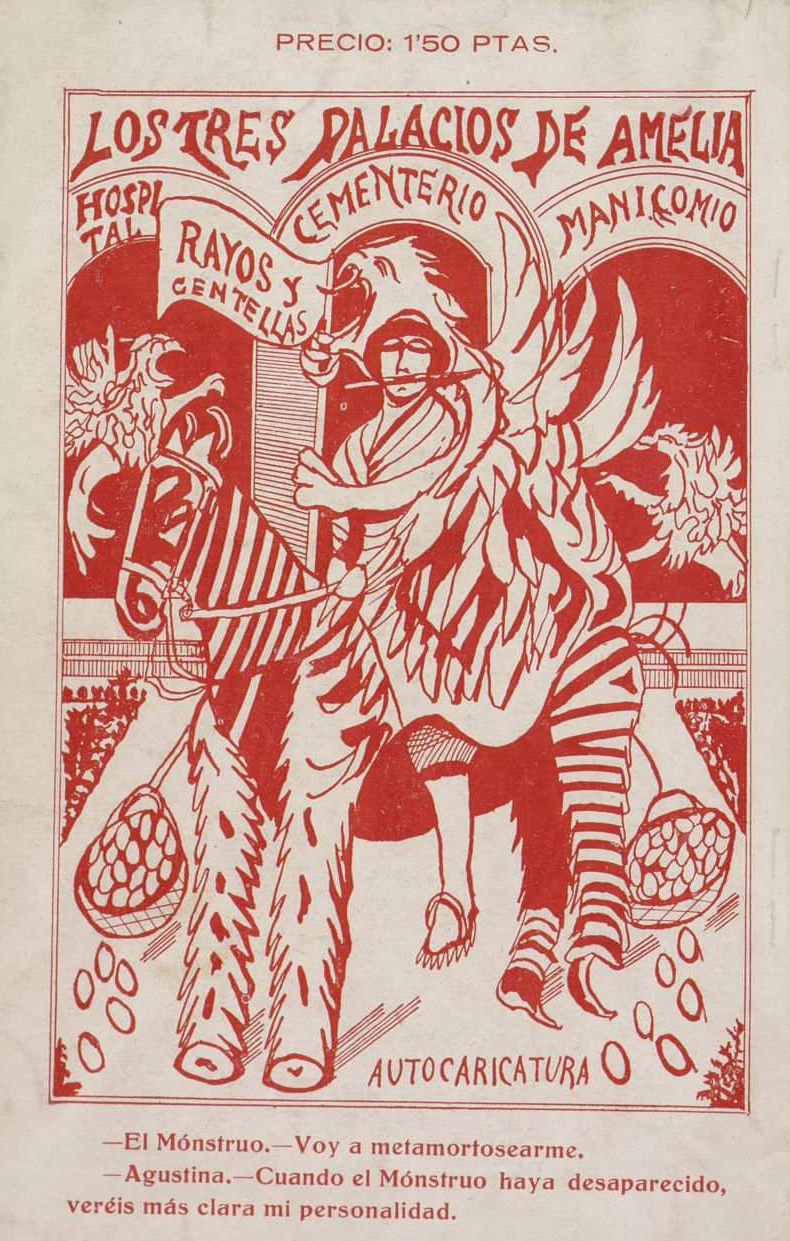
"Autocaricatura" realizada por Agustina González López en la contraportada de su "Justificación" (1927)

Agustina González López, "la Zapatera", (Placeta de Cauchiles, Granada, 1891 – Víznar, 1936) fue una escritora, pensadora, pintora vanguardista y política española del siglo XX.

## Trayectoria
Estudió en el Real Colegio de Santo Domingo en la ciudad andaluza de Granada, interesándose desde muy joven por la astronomía y la medicina. Al quedar viuda su madre, fueron sus hermanos mayores y los tíos paternos quienes se encargaron de su educación. Se le permitió leer tras un consejo de familia. Para eludir esa vigilancia estricta, comenzó a vestirse de hombre. Al ser descubierta, alegó "locura social" para evitar ser castigada. Sin embargo, al considerar que sufría ataques de histeria, tuvo que someterse a largos periodos en cama y dietas estrictas.

Influida por las ideas del escritor Bartolomé José Gallardo y su Diccionario crítico burlesco y las del bibliógrafo Cayetano Alberto de la Barrera y Leirado, publicó en 1916 el ensayo Idearium Futurismo, donde propugna una simplificación de la ortografía.
«El sistema futurista de eskribir resuelbe las difucultades ortográfikas por lo mismo ke simplifika la ortografía. Este libro ba todo esckrito en futurismo…» (fragmento del prólogo del ensayo Idearium Futurismo que suprime las consonantes y, c, h, q, v, x y z.)
En esta época conoció al poeta Federico García Lorca, a quien le inspiró la protagonista de su obra de teatro La zapatera prodigiosa. También el personaje de Amelia en La casa de Bernarda Alba, ya que ella se hacía llamar con este nombre, que utilizaba también para firmar sus escritos.
En 1928, vinculada a la masonería, publicó Las Leyes Secretas, libro en que expresó su concepción teosófica de la vida y de la muerte. En ella relataba cómo haciendo de hipnotizadora consiguió dibujar el color de los espíritus y sus formas. Con su ensayo Justificación, quiso explicar el porqué de su conducta escandalosa. Ella misma se costeaba la edición de sus libros y los vendía en la zapatería familiar.
Se presentó en las Elecciones generales de España de 1933 con el Partido Entero Humanista. El ideario de este partido consistía en una mezcla de contenido esotérico (Entero) y de confianza en el ser humano (Humanismo). Fue avalada por dos miembros del Partido Socialista Obrero Español: Alejandro Otero Fernández y Rafael García Duarte Salcedo. En estas mismas elecciones, y también por la circunscripción de Granada, se presentaba María Lejárraga. González consiguió 9 votos en la capital y 6 en los pueblos.
Tras el Golpe de Estado de 1936 fue encarcelada, trasladada al pueblo de Víznar y fusilada junto a otras dos mujeres, aunque se desconoce la fecha exacta de su muerte. Juan Luis Trescastro, quien se jactaba de haber asesinado a García Lorca, también reclamó para sí la muerte de La Zapatera "por puta". En 1939, se abrió un proceso en el que se la acusó de pertenecer a la masonería y de simpatizar con los partidos de izquierdas. Fue condenada a una indemnización de 8000 pesetas que tuvieron que pagar sus familiares.
Francisco Ayala la recuerda en su libro Mi cuarto a espadas como "una figura extravagante, probablemente una chiflada. Callejeaba mucho, entraba –¡y sola!– en los cafés y restaurantes y escribía cosas absurdas que hacía imprimir y ponía luego a la venta en el escaparate de su zapatería. Como bien puede comprenderse, conducta tal resultaba intolerable. La Zapatera era una mujer independiente, independiente también en cuanto a sus medios económicos, y la desaprobación social, apenas refrenada, tenía que desahogarse mediante burlas más o menos sangrientas ... Tengo entendido –esto es, oído y leído– que en 1936, durante los primeros días de la sublevación, cuyos horrores hallaron escenario privilegiado en Granada, fusilaron a la Zapatera –lo cual no me extraña, y hasta pudiera decir que me parece normal dentro de la monstruosidad de una situación propicia para dar salida a todas las malas pasiones, tales como el rencor acumulado en el machismo.".
En 2019 fue rescatada del silencio y del olvido en el que estaba gracias a la iniciativa de la escritora y editora Gema Nieto con la recopilación de sus ensayos en Clemencia a las estrellas.

## Dramaturga
Escribió dos obras de teatro: Cuando la vida calla, comedia en tres actos, que fue estrenada y mal acogida por la crítica y el drama Los prisioneros del espacio, del que no se tiene constancia de ser estrenado. En esta obra escenificó los supuestos teosóficos. Consta de tres actos, número de especial simbolismo y siete cuadros. Los personajes, actuando en el presente, en el pasado y en el futuro, delimitan las fronteras entre el mundo de la materia y el del espíritu. Su ideario feminista también le hizo dotar de naturaleza femenina a la tercera persona de la Trinidad, el espíritu, como había hecho Helena Blavatsky, una de las fundadoras de la Sociedad Teosófica.

## Obra
- 1916 – Idearium futurismo. Ensayo
- 1918 – Cuando la vida calle. Comedia (sin manuscrito)
- 1927 – Las leyes secretas. Ensayo
- 1928 – Justificación. Ensayo
- 1929 – Los prisioneros del espacio.[10] Drama (no estrenado)
- 2019 – Clemencia a las estrellas. Editorial Ménades; 2019. Recopilación de ensayos.